# Place des Martyrs (Bruxelles)
Place de Martyrs (in olandese: Martelarenplein) è una piazza nel centro di Bruxelles. L'attuale nome di questa piazza si riferisce ai martiri dei giorni di settembre della Rivoluzione belga del 1830. In origine la piazza era chiamata Place Saint-Michel o Sint-Michielsplein da San Michele, patrono della città di Bruxelles. Fu progettato in uno stile neoclassico uniforme negli anni 1774-1778, basato sui disegni di Claude Fisco.
Oltre 400 eroi della rivoluzione belga del 1830 giacciono sepolti in una cripta sotto i ciottolati. Molti si trovano non lontano da dove sono stati uccisi, in feroci battaglie tra le strade di Bruxelles e le barricate.
I gabinetti del Governo fiammingo si trovano in questa piazza.

## Galleria d'immagini

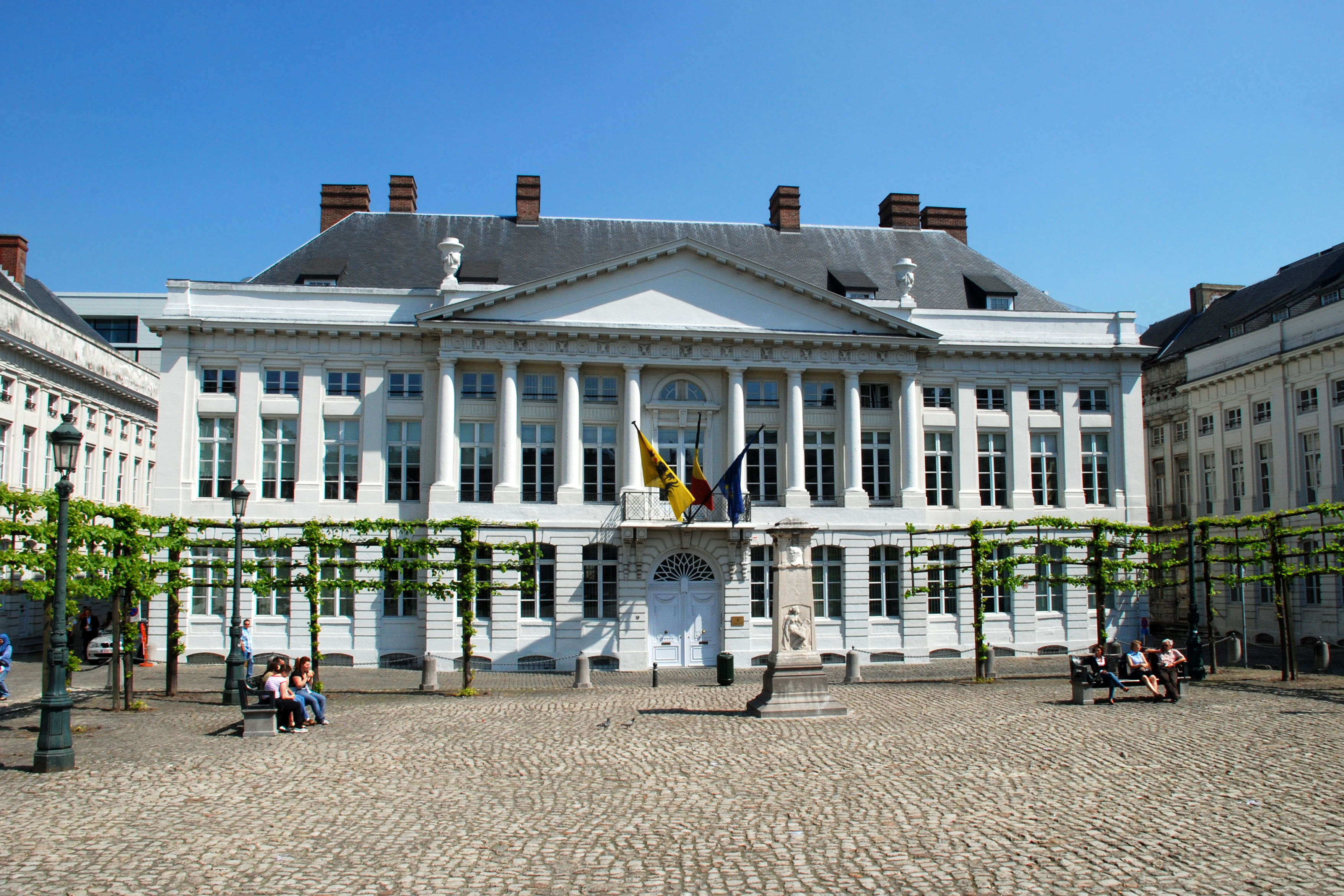
Gabinetto del Ministro presidente fiammingo sul lato nord della piazza
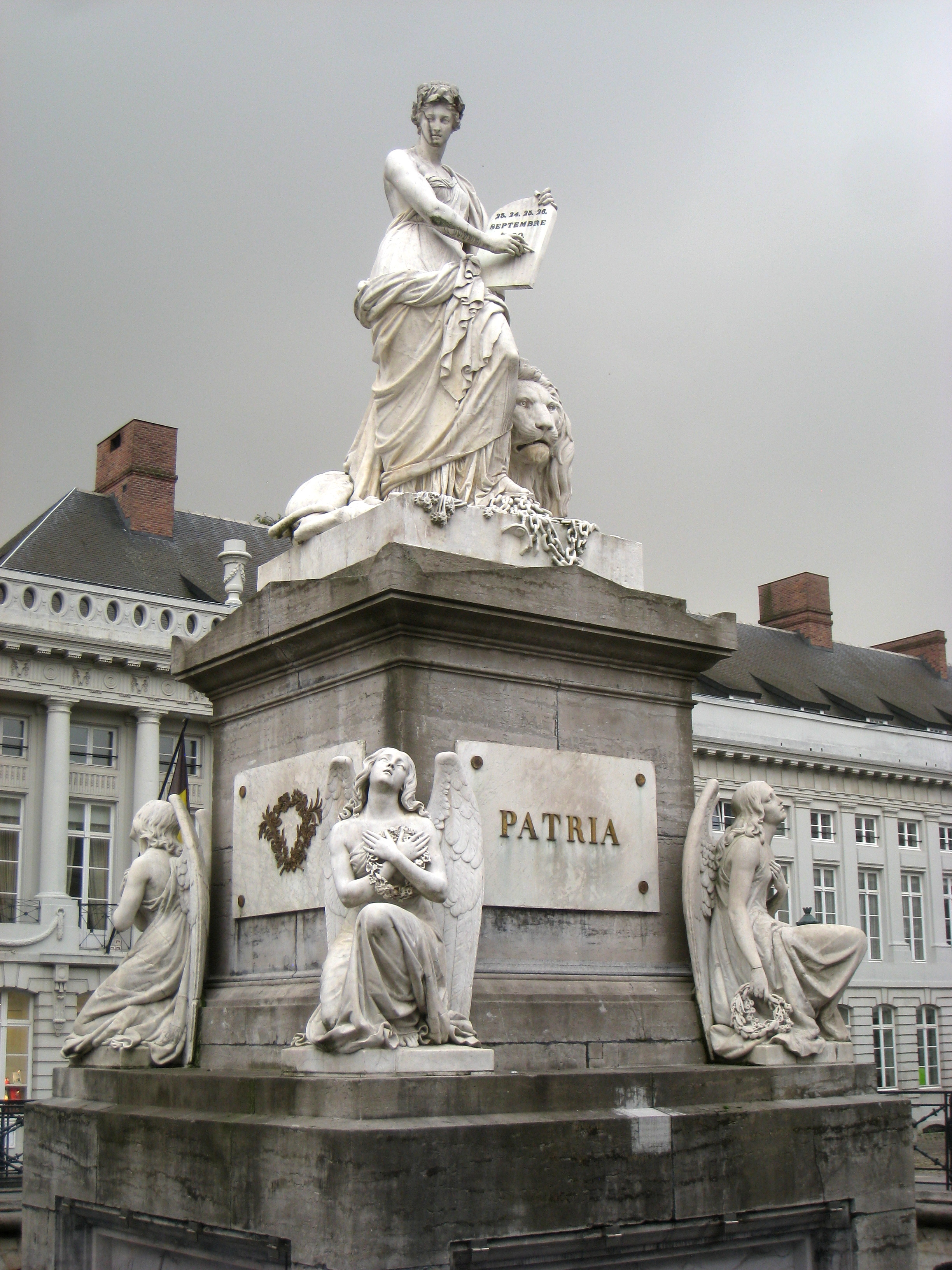
Monumento dedicato ai martiri della rivoluzione del 1830
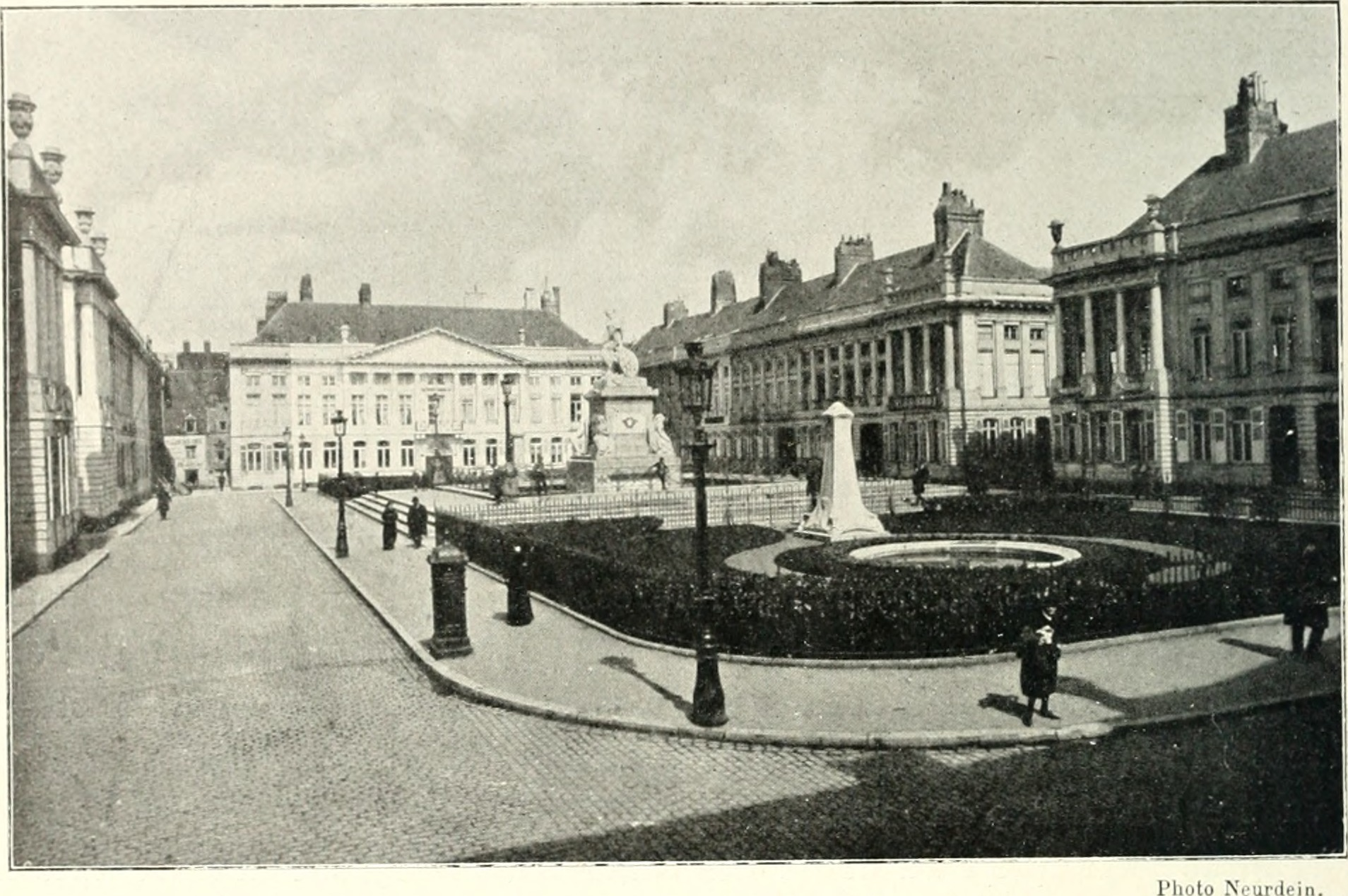
Place des Martyrs nel 1910